# BBC Radio Manchester
BBC Radio Manchester – brytyjska stacja radiowa należąca do publicznego nadawcy BBC i pełniąca w jego sieci rolę stacji lokalnej dla hrabstwa Wielki Manchester, a także dla północno-wschodniej części hrabstwa Cheshire. Jest dostępna w analogowym (na falach ultrakrótkich) i cyfrowym przekazie naziemnym, a także w Internecie. 
Stacja została uruchomiona 10 września 1970. W latach 1988–2006 nosiła nazwę BBC GMR, co było skrótem od Greater Manchester Radio. W 2006 wróciła do pierwotnej nazwy. Do 2011 jej siedzibą był gmach New Broadcasting House w Manchesterze, po czym nadaje z wybudowanego od podstaw kompleksu MediaCityUK w graniczącym z Manchesterem Salford; ośrodek ten jest największym centrum BBC poza Londynem. Stacja jest jedną z nielicznych lokalnych rozgłośni BBC, które przez całą dobę produkują swój program samodzielnie i nie posiłkują się transmisjami audycji siostrzanych stacji z innych regionów. 